# Woomera Test Range

Kaart van de Woomera Test Range

De Woomera Test Range is de grootste testlocatie voor wapens ter wereld en ligt in het oostelijke deel van de Grote Victoriawoestijn in de Australische deelstaat Zuid-Australië. De Range heeft een oppervlakte van 127.000 km² (bijna drieënhalf keer zo groot als Nederland) en beslaat daarmee bijna 13% van Zuid-Australië. Vroegere namen van de testlocatie zijn: Woomera Test Facility, Woomera Rocket Range en Long Range Weapons Establishment (LRWE).

## Inleiding

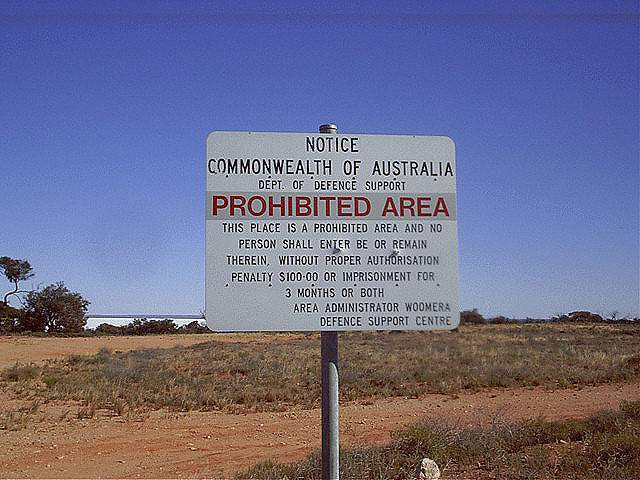
Waarschuwingsbord Woomera Prohibited Area

Oorspronkelijk bestond de Test Range uit een gebied van ca. 270.000 km² in Zuid-Australië en een gebied van meerdere honderdduizenden vierkante kilometers aan de noordwestkust van West-Australië. Uiteindelijk werd de Test Range teruggebracht tot zijn huidige omvang. Het is woestijngebied, over het algemeen vlak en bestaat uit steen- en zandvlakten en droge zoutmeren.
De Woomera Test Range bestaat formeel uit twee delen:
- Woomera Prohibited Area (WPA): het landoppervlak van de Test Range
- Woomera Restricted Airspace (WRX): het luchtruim boven de Test Range

Het hoofdkwartier van de Range bevindt zich buiten het testgebied op de luchtmachtbasis Edinburgh, 25 km ten noorden van de stad Adelaide. De testlocatie heeft slechts één permanent bewoond facilitair steunpunt en dat is het stadje Woomera in de zuidoostelijke hoek van de WPA, dat ca. 140 km ten noorden van Port Augusta ligt. Het wordt beheerd door het Australische ministerie van Defensie. In de jaren zestig verbleven er meer dan 6000 wetenschappers en militairen en was het stadje voor buitenstaanders verboden terrein.
De oprichters van de testlocatie vonden Woomera een passende naam voor het facilitaire steunpunt. Een woomera is een traditioneel wapen (speerwerper). Opvallend is dat woomera een Oost-Australisch Aboriginalwoord is. De oorspronkelijke bewoners van het gebied, de Maralinga Tjarutja, noemen een speerwerper een miru.

## Geschiedenis

### Vroege geschiedenis van het gebied

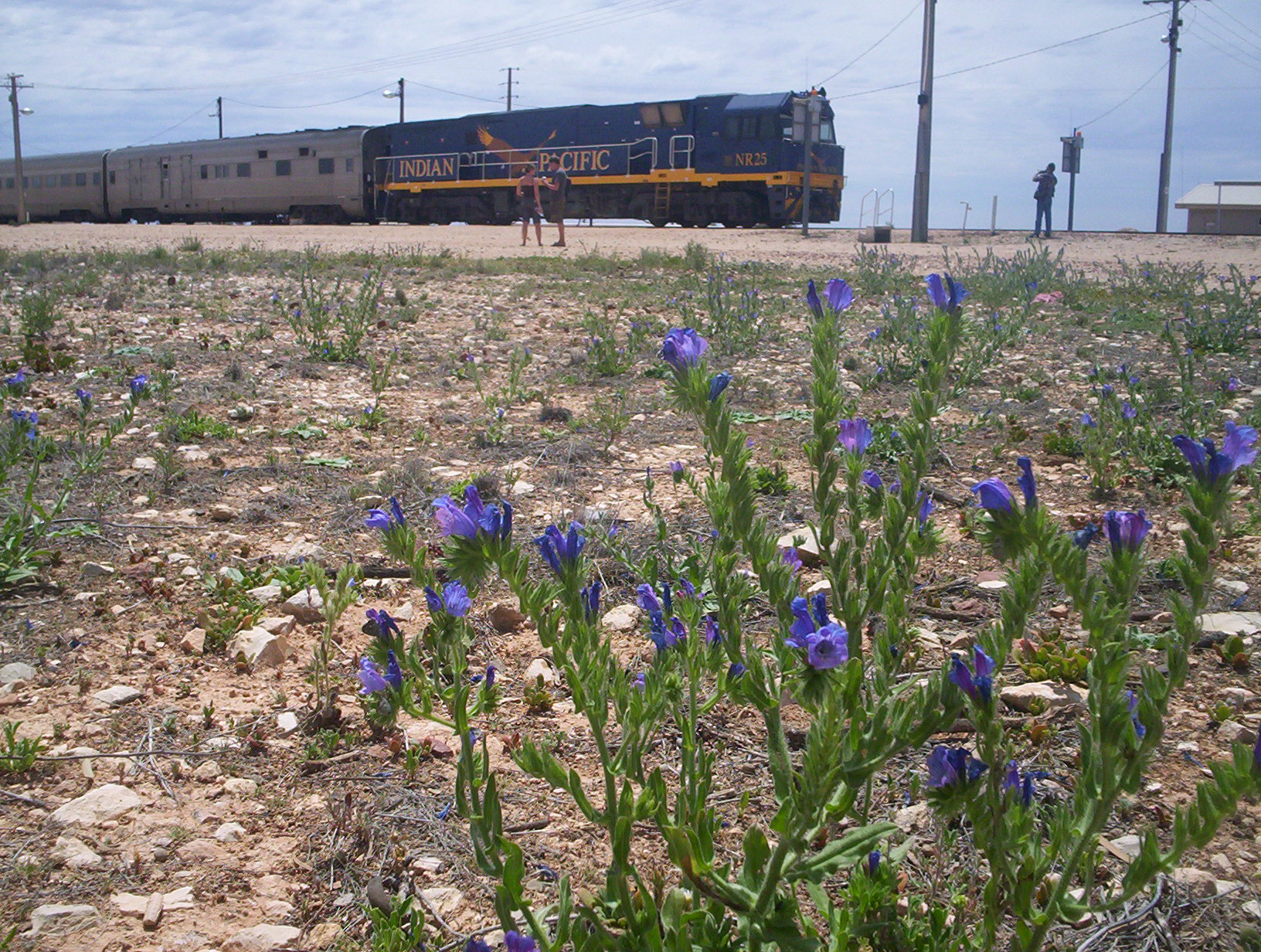
Indian Pacific bij het plaatsje Cook

Het westelijke deel van het Woomera-testgebied werd oorspronkelijk bewoond door de Maralinga Tjarutja, ook wel Zuidelijke Pitjantjatjara genoemd. Zij waren jagers-verzamelaars en trokken in kleine groepjes door het gebied, omdat er te weinig water en voedsel voor grote groepen was. Alleen na een periode van regen konden de Maralinga Tjarutja dieper de woestijn in trekken, omdat er dan op diverse plaatsen gevulde waterbronnen waren. Bij grote droogte verzamelden de Maralinga Tjarutja zich bij Yuldi (Ooldea Soak), een soort oase nabij het huidige plaatsje Ooldea.
In 1912 werd begonnen met de aanleg van de Trans-Australische spoorlijn van Port Augusta naar Kalgoorlie. Deze spoorweg, die tegenwoordig Perth met Sydney verbindt, loopt dwars door het testgebied. Het is het traject van de Indian Pacific.
In 1918 richtte de Iers-Australische journaliste Daisy Bates in de buurt van Ooldea een missiepost op om de Maralinga Tjarutja te beschermen tegen de gevolgen van de bouw van de spoorlijn. De missiepost lag midden in het geplande testgebied en daarom werden voor de opening van het testgebied alle bewoners gedwongen overgebracht naar Yalata, ongeveer 100 km ten zuiden van Maralinga.

### Long Range Weapons Establishment
Na de Tweede Wereldoorlog zocht Groot-Brittannië een locatie om langeafstandsraketten en andere nieuwe wapensystemen te testen. In april 1946 vond er een conferentie plaats van alle premiers van het Britse Gemenebest. Op de agenda stonden ook defensiekwesties. Deze vormden uiteindelijk het centrale thema van de conferentie. Tijdens de conferentie werd er een schriftelijk statement van de Australische premier Ben Chifley uitgedeeld, waaruit duidelijk werd dat Australië zijn grondgebied beschikbaar wilde stellen voor testdoeleinden. De Australische landmeter Len Beadell had op dat moment al opdracht gekregen om naar een geschikte plek te zoeken. Hij koos uiteindelijk voor het gebied waarop de huidige Test Range zich bevindt. De samenwerking tussen Groot-Brittannië en Australië werd in 1947 bezegeld met het gezamenlijke project Long Range Weapons Establishment (1946-1980).

### Raketlanceringen

De lancering van een sondeerraket in 1961

Op 22 maart 1949 werd de eerste raket gelanceerd. Andere mijlpalen waren de lancering van de Skylark_(rocket) in 1957 en de Black Knight in 1958. In 1964 werden er twee lanceerplatforms gebouwd voor het lanceren van Europa-raketten met satellieten voor de European Launcher Development Organisation (ELDO). De ELDO werd in 1962 opgericht door zes Europese landen (waaronder België en Nederland) én Australië, dat mocht deelnemen in ruil voor het beschikbaar stellen van de Woomera Test Range. Er werd geen enkele satelliet succesvol gelanceerd voor de ELDO.
In 1967 lanceerde Australië als zevende land ter wereld een eigen satelliet. Dit gebeurde in het kader van het project WRESAT (Weapons Research Establishment Satellite).
In 1980 eindigde het gezamenlijke LRWE-project van Groot-Brittannië en Australië. Sindsdien wordt de Woomera Test Range hoofdzakelijk gebruikt voor tests door het Australische leger en voor defensieactiviteiten van bondgenoten en privéondernemingen. Begin 21e eeuw vinden dagelijks tussen de vijf en tien tests plaats. Getest worden onder andere drones (onbemande luchtvaartuigen), luchtdoelraketten, bommen en inrichtingen voor elektronische oorlogvoering. Om aan de grote (internationale) vraag tegemoet te kunnen blijven komen, heeft Australië in 2009 500 miljoen Australische dollar geïnvesteerd om de sterk verouderde testlocatie op te knappen.
Op 15 juni 2010 landde de Japanse ruimtesonde Hayabusa op de Test Range, met materiaal van de planetoïde Itokawa.
Op 5 december 2020 landde de capsule van de Japanse ruimtesonde Hayabusa 2 op de Test Range, met materiaal van de planetoïde (162173) Ryugu.

### Kernproeven

Locaties van kernproeven in Australië

In september 1950 benaderde de Britse premier Clement Attlee de Australische premier Robert Menzies in verband met het uitvoeren van kernproeven op Australisch grondgebied. Menzies gaf vrijwel onmiddellijk zijn goedkeuring.
De eerste Britse kernproef in Australië vond niet in Woomera plaats, maar op de Montebello-eilanden voor de kust van West-Australië.
De kernproeven van Woomera vonden op twee plekken binnen het testgebied plaats:

#### Emu Field

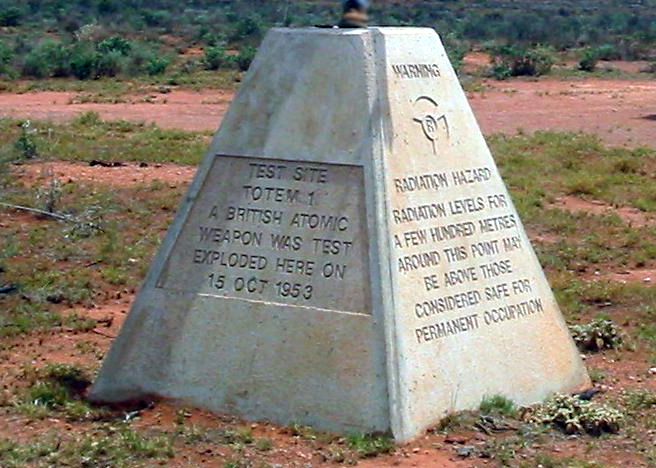
Herdenkingssteen Totem 1

Emu Field (ook Emu of Emu Junction genoemd) is een gebied van ruim 300 km² dat in de noordwesthoek van de Test Range ligt. Op 15 oktober 1953 werd hier de plutoniumbom Totem 1 met een TNT-equivalent van 9,1 kiloton tot ontploffing gebracht. De wolk reikte tot ruim 4,5 km hoogte en bleef lange tijd boven het gebied hangen, omdat er maar weinig wind was. De radioactiviteit bleef al die tijd hoog. Pas 50 uur na de explosie passeerde de wolk de kustlijn bij Townsville. De hoeveelheid radioactieve neerslag (fall-out) overtrof de vooraf vastgelegde grenzen.
“Fallout from Totem 1 in the vicinity of Wallatinna and Melbourn Hill did exceed the limits proposed in Report A32 for inhabited locations. It follows that Totem 1 should not have been fired when it was. The predicted and observed fallout from Totem 1 produced unacceptable levels of contamination on areas where people could be expected to be.”
Twaalf dagen later, op 27 oktober 1953, werd Totem 2 tot ontploffing gebracht. Het was eveneens een plutoniumbom, dit keer met een TNT-equivalent van naar schatting 8 kiloton. De wolk reikte tot ruim 6 km hoogte. De sterke wind dreef de wolk uiteen, waardoor deze niet meer was te traceren. De fall-out van Totem 2 bleef binnen de gestelde grenzen.

#### Maralinga

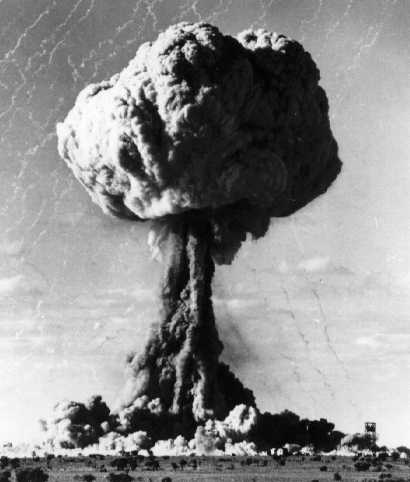
Buffalo

Tussen 27 september en 22 oktober 1956 vond operatie Buffalo in Maralinga plaats, waarbij vier bommen tot ontploffing werden gebracht:
- Buffalo 1 – 15 kiloton (27 september)
- Buffalo 2 – 1,5 kiloton (4 oktober)
- Buffalo 3 – 3 kiloton (11 oktober)
- Buffalo 4 – 10 kiloton (22 oktober)

Bij alle vier de tests werden de van tevoren opgestelde criteria voor fall-out overschreden. Bij Buffalo 3 werd Maralinga Village radioactief besmet.
De laatste Britse atoomproeven op Australische bodem vonden in september en oktober 1957 plaats onder de naam Antler.
- Antler 1 – 1 kiloton (14 september)
- Antler 2 – 6 kiloton (25 september)
- Antler 3 – 25 kiloton (9 oktober)

Voor de Antler-tests werd een dubbel zo hoog contaminatieniveau als bij de Buffalo-serie geaccepteerd.
Tussen de grotere tests en na operatie Antler werden er nog 580 kleinere nucleaire proeven in Maralinga uitgevoerd, onder andere om onderdelen van kernwapens te testen. Bij deze tests werden chemische elementen zoals polonium, uranium en beryllium gebruikt. De kleinere tests hebben voor de meeste nucleaire vervuiling gezorgd.

### Schoonmaakacties
Voor 1967 vonden er drie kleinere schoonmaakacties plaats.
- Operatie Clean-up (1963)
- Operatie Hercules (1964)
- Operatie Brumby (1967)

De acties bleken achteraf onvoldoende of met verkeerde methodes te zijn uitgevoerd. Over de schoonmaakactie Herculus V voor het verwijderen van plutonium schreef de Royal Commission into British Nuclear Tests in Australia in haar rapport:
“The use of ploughing and disc-harrowing to reduce the inhalation hazard was not the appropriate technique to deal with fragments. In fact the mixing of the plutonium into the soil has made any future clean-up program more complex and costly.”
Van april tot en met juli 1967 vond operatie Brumby plaats met als doel het reinigen van de testsites. De Royal Commission concludeert in haar rapport dat de operatie overhaast en op basis van verkeerde informatie werd schoongemaakt. Het was bijvoorbeeld niet bekend dat er grote hoeveelheden plutonium op de locaties aanwezig waren, waardoor verkeerde opruimmethodes werden gebruikt. Een onderdeel van de operatie bestond uit het verwijderen van alle afrasteringen, bunkers en andere aanwijzingen, zodat de testsites onherkenbaar werden. Dit bleek achteraf onverantwoord, gezien de nog steeds aanwezige gevaren.
Eind jaren zeventig werden de veiligheids- en beschermingsmaatregelen tijdens de tests en de resultaten van diverse schoonmaakacties voor het eerst publiekelijk aan de kaak gesteld. Talloze militairen die bij de proeven betrokken waren geweest, waren relatief kort na de tests gestorven, terwijl een opvallend grote groep kanker ontwikkelde of met andere gezondheidsproblemen te kampen kreeg. In 1984 stelde een speciale onderzoekscommissie, de Royal Commission into British Nuclear Tests in Australia, daarom een onderzoek in. Het tweedelige rapport van de Commissie verscheen in 1985.
Over Maralinga schreeft de Royal Commission dat de toestand van de site onacceptabel was en dat de locatie moest worden schoongemaakt. Het doel van de schoonmaakactie was dat de gebieden daarna onbeperkt door de Aboriginals moest kunnen worden bezocht.

### Landteruggave

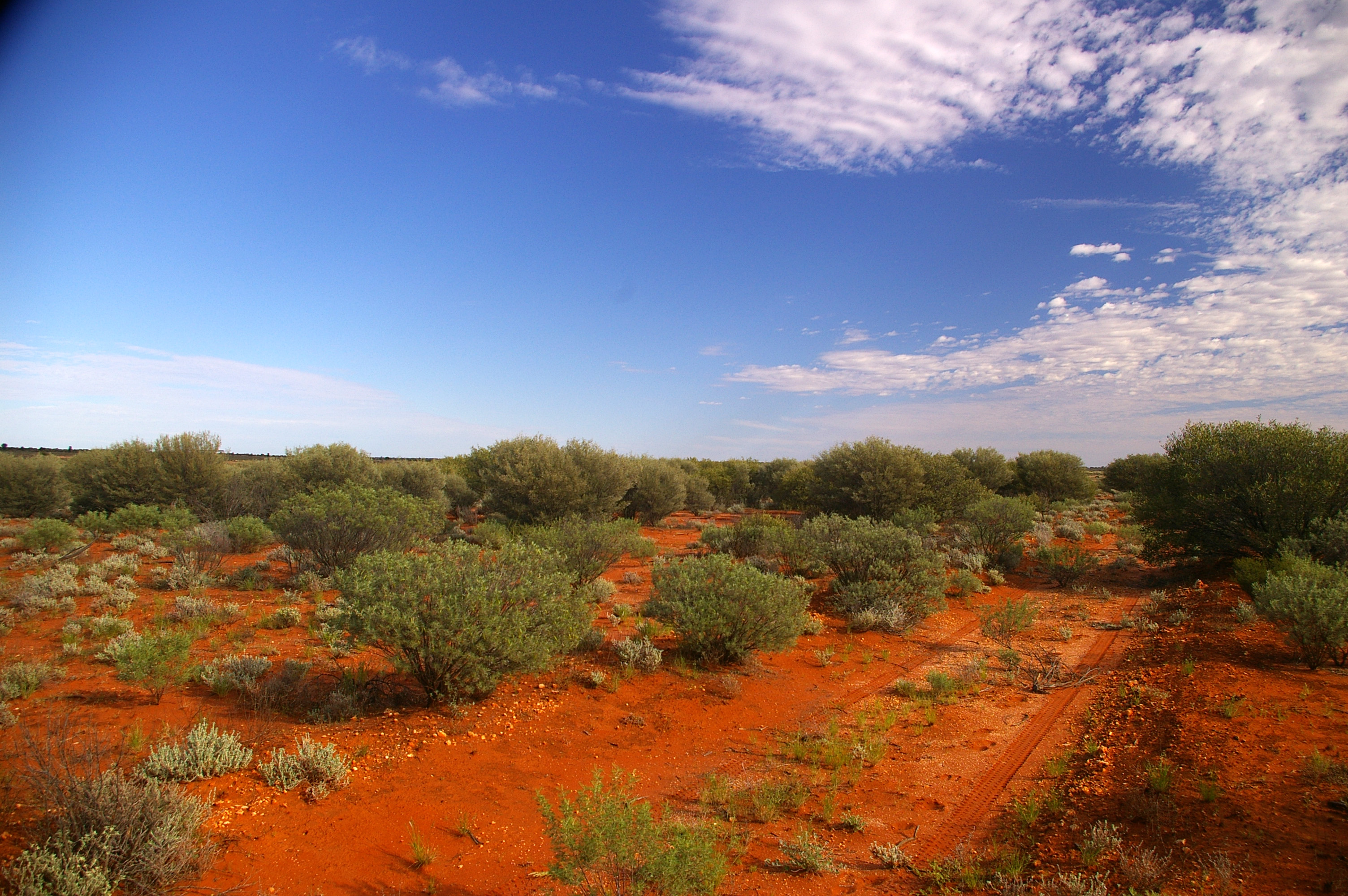
Landschap nabij Maralinga

In 1984 trad de Maralinga Tjarutja Land Rights Act in werking. De wet voorzag in de oprichting van een orgaan (corporate body) waaraan de eigendomsrechten over land van de Maralinga Tjarutja zijn overgedragen en waarvan alle traditionele eigenaren lid zijn. Het orgaan Maralinga Tjarutja heeft het land in volle eigendom (fee simple).
De wet had betrekking op land rond sectie 400 (Maralinga Village) met een oppervlak van 81.373 km². Uitgezonderd waren de secties 1486 (Emu Field) en 1487 (nabij Maralinga Village) vanwege mogelijk stralingsgevaar. Ook sectie 400 bleef in het bezit van de Kroon. De gebieden moesten eerst worden schoongemaakt. In 1986 werd hiervoor het Maralinga Rehabilitation Project gestart.
De schoonmaakactie draaide met name om het verwijderen en begraven van een met plutonium vervuilde toplaag en het verwijderen van meerdere kg met plutonium vervuild afval. Hierbij werd gebruikgemaakt van in situ Vitrification (ISV), een kostbaar hightech proces dat wereldwijd als leidend wordt gezien bij het opruimen van nucleair afval. Het project werd in 2002 beëindigd.
In maart 1998 werden de secties 1486 en 1487 aan de Maralinga Tjarutja teruggegeven. Na jarenlange onderhandelingen gaf Australië op 18 december 2009 tijdens een emotionele ceremonie ook sectie 400 terug. Er bestaat echter nog steeds twijfel of het land wel helemaal veilig is.
De Royal Commission oordeelde dat alle schoonmaakkosten voor rekening van de Britse overheid dienden te komen. Die beriep zich echter op een memorandum uit 1968 waarin Groot-Brittannië voorgoed van al zijn verantwoordelijkheden omtrent het testgebied werd bevrijd. Pas in 1991 toonde de Britse overheid zich bereid een deel van de schoonmaakkosten te betalen.

## Anti-Woomera-beweging
De bouw van de raketbasis stuitte al vroeg op protest vanuit diverse hoeken. Betrokken organisaties waren de communistische partij CPA (Communist Party of Australia), de Australian Board of Missions, de Anti-Slavery Society, de Women's International League for Peace and Freedom en de Australian Aborigines’ League (AAL). Bill Ferguson van de AAL wierp op dat de Test Range heilige begraafplaatsen en andere belangrijke plekken zou vernietigen.
Ook de antropoloog Donald Thomson en de arts en missionaris Charles Duguid spraken hun bezorgdheid uit over de locatie van de basis midden in een Aboriginalreservaat. In een speciaal door hem opgesteld pamflet voorspelde Thomson de ‘definitieve ondergang’ van de Aboriginalvolkeren in de regio wanneer de bouw zou doorgaan en verzocht hij de regering een andere plek voor haar defensieactiviteiten te zoeken. Thomson en Duguid kregen tegen hun zin steun van de CPA, die met hulp van de vakbonden een nationale anti-Woomera-campagne op gang had gebracht. De campagne was op twee belangrijke pijlers gebaseerd: Aboriginalrechten en wereldvrede. Door het groeiende wantrouwen tussen de westerse wereld en de Sovjet-Unie, werden de CPA-leden toenemend met argusogen bekeken. Thomson klaagde dat hij en anderen die de lokale volkeren wilden helpen, er hierdoor van werden verdacht eveneens communisten te zijn.
Behalve de schaduw die de CPA op de Aboriginalbelangen wierp, ervoer Thomson ook tegenwerking vanuit de eigen gelederen. In zijn pamflet sprak hij over ‘door het Gemenebest ingepalmde experts’ die de gevolgen van de overheidsplannen voor de woestijnvolkeren minimaal achtten. Een van die experts was de antropoloog professor A.P. Elkin. Die noemde de bezorgdheid van mensen als Thomson en Duguid ‘ongefundeerd’ en schaarde zich hiermee aan de zijde van de regering.
Eind 1947 werd Walter MacDougall tot Native Patrol Officer benoemd. Het was zijn taak om te onderzoeken welke Aboriginalgroepen zich waar bevonden en welke gevolgen toekomstige activiteiten op de Test Range voor hen zouden hebben. MacDougall moest in zijn eentje patrouilleren in een gebied dat bijna drieënhalf keer zo groot is als Nederland en beschikte in de eerste twee jaren niet over een eigen vervoermiddel.

## Mineralen

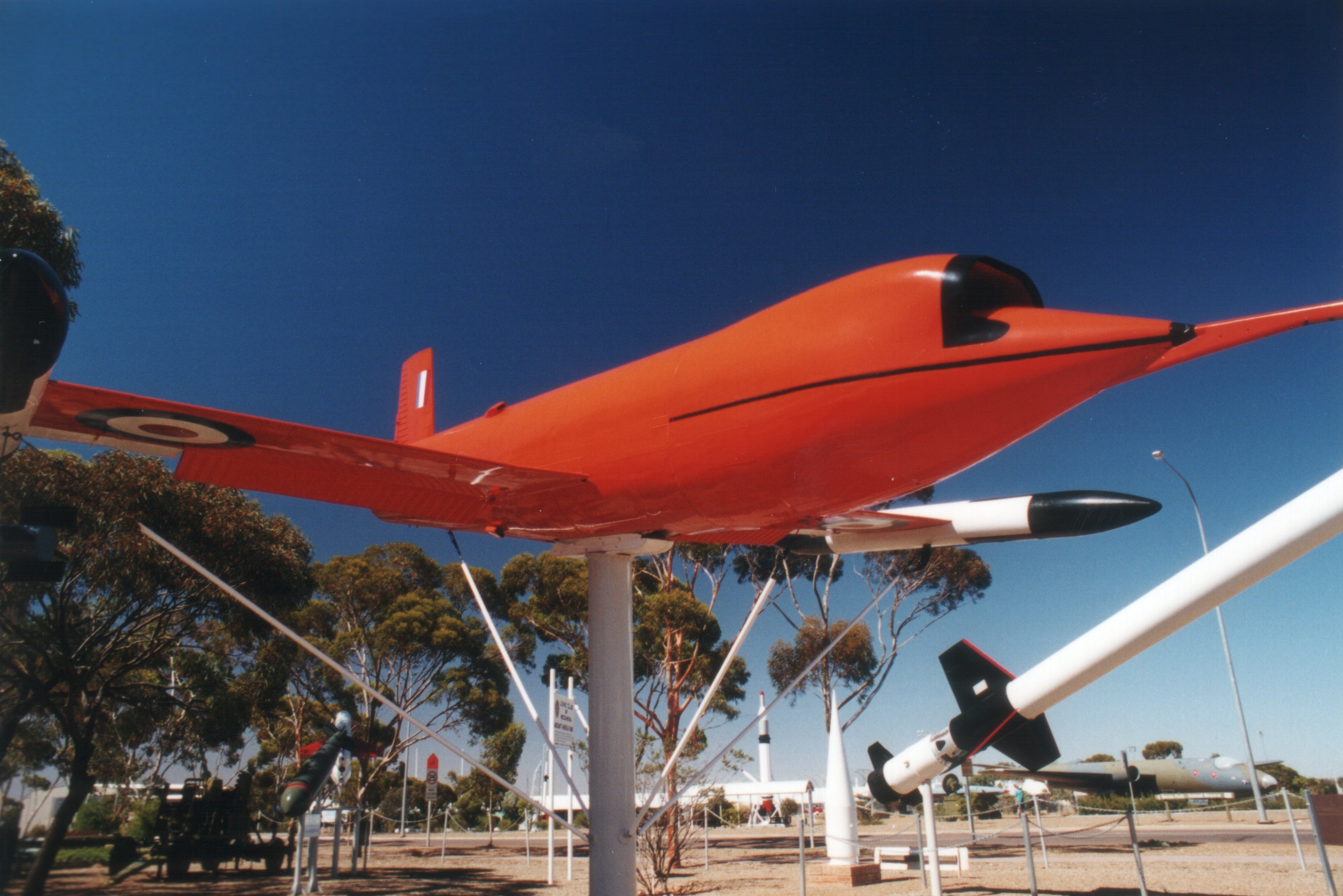
Woomera Missile Park

De Woomera Test Range is rijk aan grondstoffen zoals uranium, goud en koper ter waarde van naar schatting $45 miljard. Sinds 2013 geeft de federale overheid mijnbouwbedrijven beperkte toegang tot het gebied.

## Toerisme
Tegenwoordig is Woomera vrij toegankelijk — met onder meer een hotel — en verblijven er nog slechts een 200-tal personen. Toeristen kunnen het Woomera Heritage Centre met het bijbehorende Missile Park bezoeken.